# Antanas Sireika
Antanas Sireika, né le 11 mai 1956 à Bazilionai près de Šiauliai, est un entraîneur lituanien de basket-ball

## Biographie
Il est le sélectionneur de l'équipe de Lituanie qui obtient le titre de championne d'Europe lors de l'Euro 2003 en Suède. Auparavant, il a également participé en tant qu'entraîneur adjoint à l'aventure olympique de Sydney 2000 où les Lituaniens ont longtemps fait jeu égal avec les Américains en demi-finale.
Après avoir entraîné des clubs de Lituanie, il part en Russie lors de la saison 2006-2007 pour rejoindre le club de UNICS Kazan.

## Club
- 1995-2002 :  KK Šiauliai
- 2002-2006 :  Žalgiris Kaunas
- 2006-2007 :  UNICS Kazan

## Équipe nationale
- 1997-2001 : Entraîneur adjoint de l'Équipe de Lituanie
- 2001-2006 : Sélectionneur de l'Équipe de Lituanie

## Palmarès

### Club
- Champion de Lituanie 2003, 2004, 2005
- Champion de la Ligue baltique 2005

### Sélection nationale
- Jeux olympiques d'été
  -  Médaille de bronze des jeux Olympiques de 2000 à Sydney
- Championnat d'Europe de basket-ball
  -  Médaille d'or du Championnat d'Europe de basket-ball 2003